# Karim Bridji
Karim Bridji (* 16. August 1981 in Amsterdam, Niederlande) ist ein ehemaliger algerischer Fußballspieler.

## Karriere

### Verein
Bridji lernte das Fußball spielen in der Akademie von Ajax Amsterdam. Dort durchlief er einige Nachwuchsabteilung und vertrat diese teilweise auch als Kapitän. Noch im Juniorenbereich wechselte er 2000 zum belgischen Top-Klub RSC Anderlecht. Nach einem Jahr als Ergänzungsspieler, schloss er sich Ligakonkurrenten Eendracht Aalst an, wo er erste Spielpraxis im Profibereich sammeln konnte. Doch auch dort hielt es ihn nur ein Jahr, ehe er wieder nach Holland zurückkehrte und bei FC Volendam einen Vertrag unterzeichnete. Dort entwickelte er sich zum Stammspieler und half dem Verein 2003 zum Aufstieg in die Eredivisie. Doch bereits nach der Spielzeit 2003/04 stieg Volendam wieder ab. Bridji blieb noch ein Jahr, bevor er zu Helmond Sport wechselte. Dort hatte er seinen endgültigen Durchbruch und erzielte zwölf Tore in 38 Partien. Diese Leistungen brachte ihm Aufmerksamkeit bei anderen Klubs, so dass sich Heracles Almelo im Sommer 2006 die Dienste des Stürmers sicherte. Hier spielte er bis Ende der Saison 2008/09 in der Eredivisie.
Im Sommer 2010 hielt Bridji sich einige Monate bei RKC Waalwijk fit und erhielt schließlich im September 2010 einen Vertrag beim Zweitligisten. Nach dem Aufstieg Waalwijks in die Eredivisie wurde der Vertrag um ein Jahr verlängert. Im Januar 2013 folgte die Rückkehr zu Helmond Sport. Hier blieb er anderthalb Jahre und wechselte weiter zur Reservemannschaft von Ajax Amsterdam. 2015 beendete er dort seine aktive Karriere.

### Nationalmannschaft
Im Jahr 2006 gab Bridji sein Debüt für die algerische Fußballnationalmannschaft, als er vom damaligen Nationaltrainer Michel Cavalli für ein Freundschaftsspiel gegen Burkina Faso nominiert wurde. Vorher lief er bereits sieben Mal für die U-23 seines Landes auf und konnte dabei drei Treffer markieren. Angebote für die niederländische Fußballnationalmannschaft zu spielen schlug er mehrfach aus, hatte allerdings schon zwei Auftritte für deren U-21-Team.